# Niccolò Jommelli

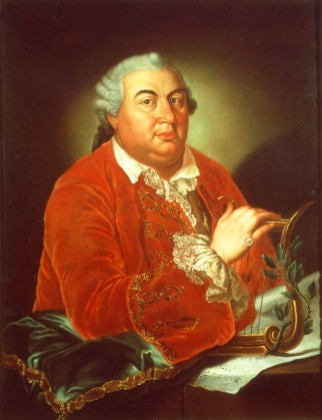
Niccolò Jommelli

Niccolò Jommelli (auch Nicola Jommelli; * 10. September 1714 in Aversa bei Neapel; † 25. August 1774 in Neapel) war ein italienischer Komponist der neapolitanischen Schule. Seine Hauptgebiete waren die Kirchenmusik und die Oper.

## Leben

### Ausbildung und erste Erfolge
Den ersten Musikunterricht erhielt Jommelli (der Familienname ist eine neapolitanische Dialektform von Gemello = Zwilling) von einem Kanoniker namens Muzzillo, der den Chor der Kathedrale von Aversa leitete. Muzzillo empfahl dem Vater, den talentierten Jungen zur weiteren Ausbildung auf eines der berühmten Konservatorien nach Neapel zu schicken. 1725 wurde Jommelli in das Conservatorio Sant’Onofrio aufgenommen, wo Ignazio Prota und Francesco Feo seine Lehrer waren; 1728 wechselte er ans Conservatorio della Pietà dei Turchini; 1736 war Jommelli Niccolo Hauskapellmeister des Marchese del Vasto Avalos. 
Im Frühjahr 1737 erschien Jommellis erstes Bühnenwerk, die Opera buffa L’errore amoroso, am Teatro dei Fiorentini in Neapel. Mit dem 1740 im Teatro Argentina in Rom erfolgreich aufgeführten Ricimero Re dei Goti schuf er sein erstes Werk im Genre der Opera seria, das von nun an den Schwerpunkt seines Schaffens bildete. Nach der Premiere von Astianatte im folgenden Jahr auf derselben Bühne wurde Jommelli bereits als Meister gefeiert. Dennoch nutzte er einen Aufenthalt in Bologna anlässlich der Aufführung von Ezio, um bei Padre Giovanni Battista Martini, dem „Oracolo della Musica“, nochmals für einige Wochen Unterricht zu nehmen. Erst nachdem 1741 die renommierte Accademia Filarmonica in Bologna ihn als Mitglied aufgenommen hatte, fühlte er sich seiner Begabung vollkommen sicher.
Seine weitere Laufbahn verlief rasant. Zum Auftakt der Karnevalsaison am 26. Dezember 1741 wurde seine Oper Merope in Venedig zur Uraufführung gebracht. Bereits am 20. Januar 1742 wurde in Turin die erste Fassung seiner Semiramide riconociuta gespielt. Auch Johann Adolph Hasse zeigte sich beeindruckt von Jommellis Kompositionen und vermittelte ihm die Stellung als Direktor des Ospedale degli incurabili in Venedig, die er von 1745 bis 1747 innehatte. Die Aufführungen des Passionsoratoriums La passione di Gesù Cristo während der Karwoche in Rom 1749 verschafften ihm den Beifall einflussreicher vatikanischer Kreise. Durch Vermittlung von Kardinal Albani erhielt Jommelli für die unmittelbar anschließende Saison eine Einladung an den kaiserlichen Hof in Wien. Ungeachtet der kurzfristigen Berufung gelang es ihm, in Wien zwei neue Opern (Achille in Sciro und Catone in Utica) sowie Bearbeitungen von drei früheren (Merope, Ezio und Didone abbandonata) aufzuführen.

### In päpstlichen Diensten
Noch in Rom war Jommelli per Dekret vom 20. April 1749 zum Maestro coadiutore (Vizekapellmeister) der Cappella Giulia am Petersdom ernannt worden, wo er am 1. Januar 1750 seinen Dienst antreten sollte. Er ließ jedoch diesen Termin verstreichen und begab sich stattdessen zur Aufführung der Opera buffa L’uccellatrice nach Venedig. Möglicherweise hoffte er, nach der überaus erfolgreichen Wiener Saison eine Anstellung in Wien zu erhalten. Die Congregazione di Santa Cecilia wollte daraufhin den Vertrag rückgängig machen, doch Papst Benedikt XIV. setzte sich persönlich für Jommelli ein, der seinen Dienst am 14. Juni 1750 schließlich antrat. Sein neues Amt war mit zahlreichen administrativen Pflichten verbunden und füllte ihn als Musiker nicht aus. Soweit der Kirchendienst dies erlaubte, schrieb Jommelli weiterhin Opern für die römischen Bühnen.

### Am württembergischen Hof

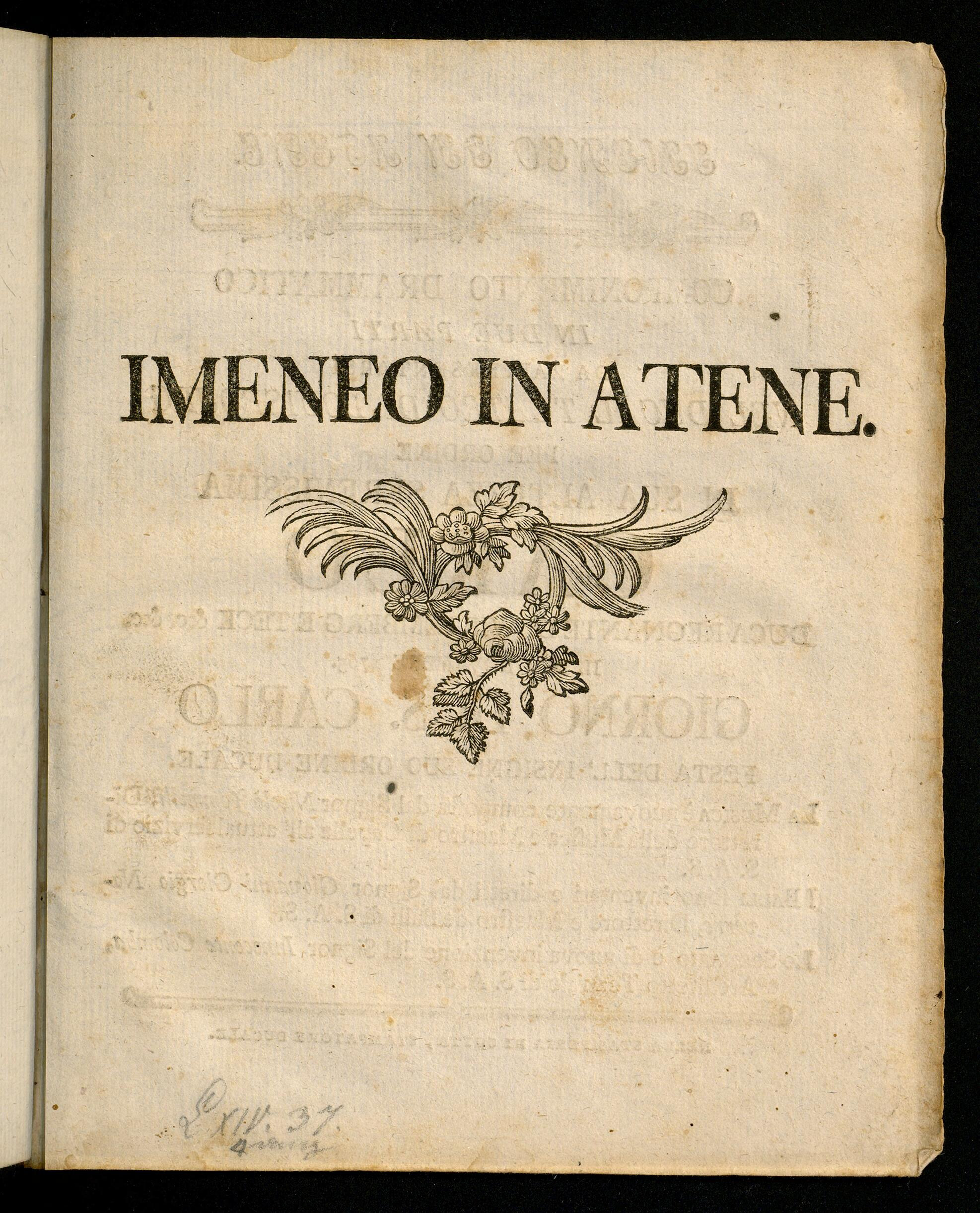
Imeneo in Atene (1765) in Ludwigsburg

Das Angebot des Herzogs Carl Eugen von Württemberg, nach Stuttgart zu kommen und dort als Hofkapellmeister in seine Dienste zu treten, eröffnete Jommelli eine neue Perspektive. Nachdem er probeweise zwei neue Opern für Stuttgart geschrieben hatte, Fetonte (erste Fassung, nicht identisch mit dem gleichnamigen Werk von 1768) und La clemenza di Tito, erhielt Jommelli per Dekret vom 24. November 1753 offiziell sein neues Amt, das er für die nächsten sechzehn Jahre bekleidete. Sein Dienstvertrag gewährte ihm weitreichende Befugnisse, die über die sonst für Hofkapellmeister üblichen Kompetenzen weit hinausgingen. Außerdem durfte er jedes Jahr sechs Wochen Urlaub nehmen, um nach Italien reisen und seine dortigen Kontakte weiterhin pflegen zu können. Zu seinen Pflichten gehörte die Komposition von zwei neuen Opern jährlich, die jeweils am 11. Februar und am 4. November, dem Geburtstag bzw. Namenstag Carl Eugens, aufgeführt werden sollten.
Für den württembergischen Hof (der seine Residenz 1764 nach Ludwigsburg verlegte) bedeutet das Wirken Jommellis und des gleichzeitig mit ihm engagierten Ballettmeisters Jean-Georges Noverre eine kulturgeschichtlich besonders glanzvolle Periode. Der Aufwand, der für die Opern- und Ballettaufführungen zum Zwecke höfischer Repräsentation getrieben wurde, brachte dem Herzog vonseiten des Adels aber auch den Vorwurf der Verschwendungssucht ein. Den diesbezüglichen Höhepunkt bedeutete die Aufführung der zweiten Fassung von Fetonte am 11. Februar 1768, bei der 436 Statisten, darunter 86 zu Pferde, die Bühne des Ludwigsburger Hoftheaters bevölkerten.
Am Abend des 9. Juli 1763 erreichte der siebenjährige Wolfgang Amadeus Mozart zusammen mit seinem Vater Leopold und seiner Schwester Maria Anna Ludwigsburg. Nach dem Besuch bei Niccolò Jommelli am nächsten Tag wollten sie weiterreisen. Da sich aber keine Pferde für die Kutsche auftreiben ließen, waren sie gezwungen, eine weitere Nacht im Gasthaus Waldhorn zu verbringen.
Welche Umstände zu Jommellis Entlassung aus württembergischen Diensten führten, ist nicht vollständig geklärt. Während er im Frühjahr 1769 seinen Urlaub in Italien verbrachte, um private Angelegenheiten zu regeln, soll ein Sänger der Hofkapelle ihn beim Herzog denunziert haben (was er gegen seinen Vorgesetzten vorbrachte, ist nicht überliefert). Bei seiner Rückkehr erfuhr Jommelli, dass Carl Eugen für die nächste Spielzeit neue Sänger engagiert hatte, was laut Kontrakt eigentlich zu Jommellis eigenen Kompetenzen gehört hätte. Am 27. September 1769 reichte Jommelli sein Entlassungsgesuch ein, das anscheinend ohne weitere Formalitäten bewilligt wurde. Mit dem Herzog blieb er jedoch weiterhin brieflich in Verbindung.

### Heimkehr und letzte Lebensjahre
Jommelli ließ sich in der Umgebung von Neapel nieder, betrachtete aber seine Karriere als Opernkomponist keineswegs als abgeschlossen. Von den Werken, die er in seinen letzten Lebensjahren in Italien schuf, konnte sich aber nur Armida abbandonata nach anfänglichem Misserfolg einigermaßen behaupten. Der opulente, mit französischen Einflüssen angereicherte Stil, den Jommelli in seinen Stuttgarter Opern vervollkommnet hatte und nicht wieder aufgeben wollte, war in Italien nicht gefragt. Stattdessen beherrschten die Werke einer neuen Komponistengeneration das Feld, die in der Musikgeschichtsschreibung als „neuneapolitanische Schule“ bezeichnet wird und einen leichteren, populäreren Stil pflegte. Zu ihnen gehören u. a. Antonio Sacchini und Josef Mysliveček.
Ende 1771 erlitt Jommelli einen Schlaganfall, komponierte aber weiterhin Kantaten und Opern für den portugiesischen Hof, mit dem er einen neuen Vertrag ausgehandelt hatte. Das Angebot von König José I. von Portugal, persönlich in Lissabon die Nachfolge von Davide Perez als Hofkapellmeister zu übernehmen, hatte er abgelehnt und sich ersatzweise verpflichtet, gegen Honorar regelmäßig neue Kompositionen „von Hause aus“ nach Lissabon zu senden. Am 25. August 1774 wohnte Jommelli im Hause von Saverio Mattei einer Aufführung seiner letzten Miserere-Vertonung bei, die von der berühmten Sopranistin Anna Lucia De Amicis gesungen wurde. In der darauffolgenden Nacht erlag er einem zweiten Schlaganfall.
Jommelli wurde auf Veranlassung seines Bruders, eines Augustinermönchs, in der Gruft des Heiligen Thomas von Villanova in der Kirche Sant’Agostino degli Scalzi (Santa Maria della Verità) beigesetzt. 1924 ließ der Musikwissenschaftler Ulisse Prota-Giurleo Jommellis sterbliche Überreste in die Cappella Tufarelli umbetten, da die Gruft sich in schlechtem Zustand befand. Über den genauen Ort der Grabstätte bewahren die Mönche bis heute Stillschweigen.

## Bedeutung

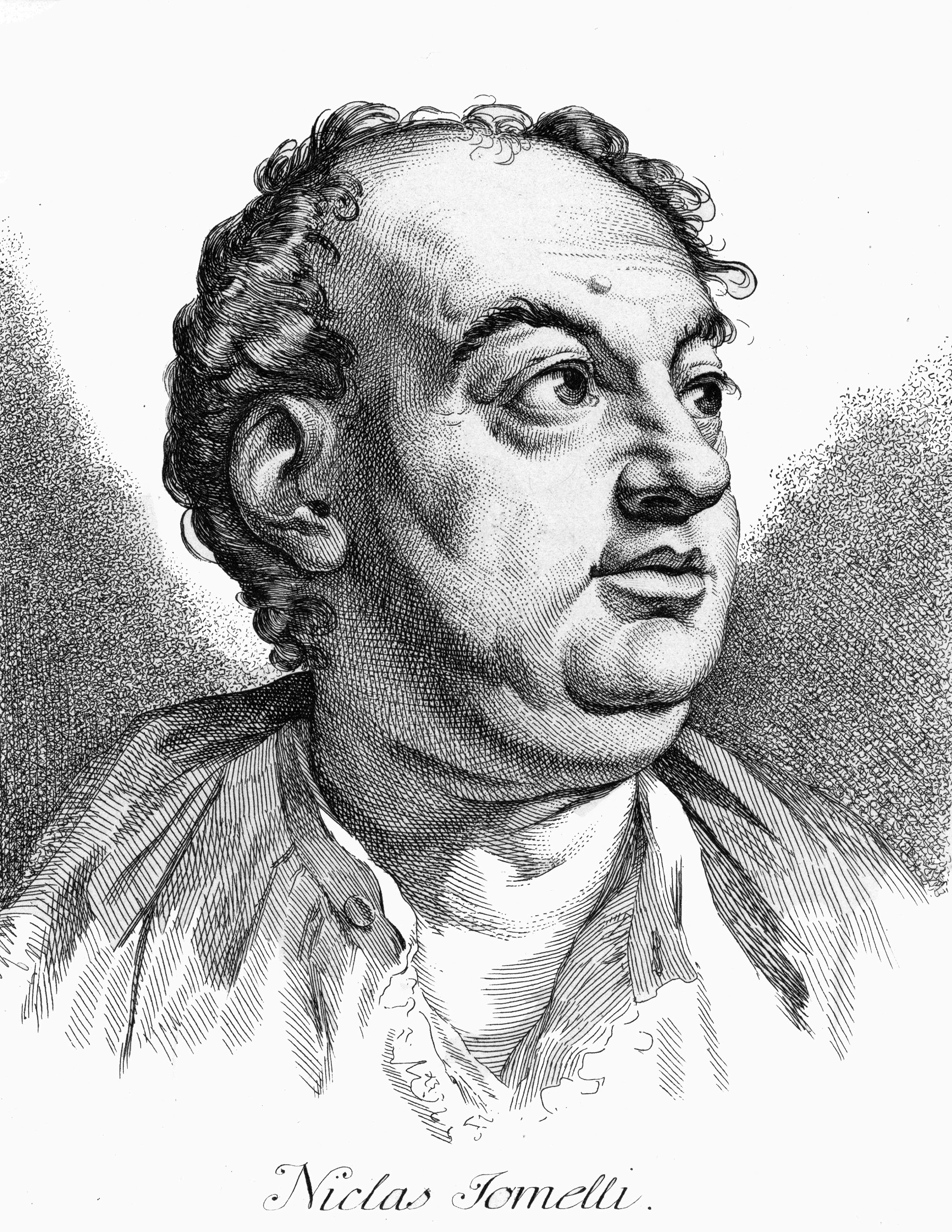
„Niclas Jomelli“ in Johann Caspar Lavaters Physiognomischen Fragmenten, um 1775

Jommellis Bedeutung liegt neben der Kirchenmusik hauptsächlich auf dem Gebiet der Oper. Obwohl er auch komische Opern schrieb, zählt er in erster Linie zu den markantesten Vertretern der Opera seria um die Mitte des 18. Jahrhunderts. Schon seine frühen Opern wie Astianatte (eine Version der Hektor-und-Andromache-Episode aus Homers Ilias) und Caio Mario zeigen seine besondere Begabung für tragische Situationen und leidenschaftliche Affekte, zu deren Darstellung er das gebräuchliche musikalische Vokabular bis an die Grenze des Möglichen ausschöpfte. Ein Markenzeichen seiner Opern ist der überdurchschnittlich häufige Gebrauch des Accompagnato-Rezitativs, das größere Freiheiten in der Anwendung musikalischer Stilmittel erlaubte, als sie in der geschlossenen Form der Arie möglich waren, die wesentlich strengeren Konventionen unterlag. Den Ausdruck lyrischer Stimmungen vertiefte Jommelli durch feinfühlige Melodiegestaltung, differenzierten Einsatz besonders der Holzblasinstrumente und eine schattierungsreiche Harmonik mit häufigen Wechseln zwischen Dur und Moll.
Etwa gleichzeitig mit den Sinfonikern der Mannheimer Schule um Johann Stamitz begann er, mit stufenlosen Übergängen zwischen verschiedenen Lautstärkegraden in der Orchesterbegleitung zu arbeiten. Bereits in der Partitur seines Artaserse von 1749 (also vor seinem Aufenthalt in Deutschland) benutzte er die Vortragsanweisung „crescendo il forte“. Das allmähliche An- und Abschwellen eines Tones gehörte als messa di voce zu den Grundlagen des italienischen Belcanto, seine Übertragung auf den Orchesterapparat als Ganzes war aber durchaus eine Neuheit und führte zu einer größeren Flexibilität und Ausdruckskraft der musikalischen Sprache. Die Frage einer möglichen Beeinflussung zwischen Jommelli und der Mannheimer Schule ist aber noch nicht vollständig geklärt.
Jommellis Stuttgarter Opern, von denen Fetonte (nach der Phaeton-Sage aus den Metamorphosen des Ovid) als die repräsentativste gilt, enthalten außerdem nach dem Vorbild der französischen Tragédie lyrique große Chor- und Ballettszenen, die nicht zuletzt dem Repräsentationsbedürfnis des herzoglichen Hofes entsprachen. Dramatische Kernsituationen gestaltete er durch nahtlose Verschmelzung von orchesterbegleiteten Rezitativen, arienähnlichen Solopassagen und Chorsätzen zu durchkomponierten Szenenblöcken.
Die Verbindung von Elementen der italienischen und französischen Operntradition in Jommellis Spätwerken erinnert auf den ersten Blick an die Reformopern von Christoph Willibald Gluck, weshalb Jommelli häufig auch der „italienische Gluck“ genannt wurde – so wie auch sein Zeitgenosse Tommaso Traetta. Während aber Gluck das Formschema der Nummernoper überwand, indem er es praktisch aufhob, ging Jommellis Bestreben lediglich dahin, dieses Schema bis an die Grenze seines Fassungsvermögens auszuweiten. Das Finale von Fetonte (1768) mit dem mythologischen Weltenbrand ist, formal betrachtet, ein überdimensionales Accompagnato-Rezitativ (17 Partiturseiten in der Ausgabe der Denkmäler deutscher Tonkunst, Band 32/33), das in ein Terzett mit Chor mündet. Am meisten ähnelt er Gluck im für seine Zeit ungewöhnlich heftigen Ausdruck des Tragischen in manchen seiner Szenen. Pietro Metastasio, kaiserlicher Hofdichter in Wien und literarische Leitfigur der Opera seria, hat Jommelli gegenüber brieflich seine diesbezüglichen Bedenken geäußert. Herzog Carl Eugen soll nach der großen Soloszene der Berenice im dritten Akt von Vologeso sogar geäußert haben, er würde es nicht verkraften, dieses Stück ein zweites Mal anzuhören.
Jommellis Kirchenmusik, besonders sein Requiem und das Oratorium La passione di Gesù Cristo, wurden ebenfalls sehr geschätzt. Sie bedienen sich, wie damals in Italien üblich, ähnlicher Stilmittel wie die Oper, machen aber häufiger Gebrauch von kontrapunktischen Satztechniken wie Kanon und Fuge. Diese verwendete Jommelli auch in seinen späten Opern, von denen es umgekehrt hieß, sie erinnerten zu sehr an Kirchenmusik.

## Werke
Er schuf 220 Bühnenwerke, darunter mehr als 60 Opern, außerdem zahlreiche Serenaten und Pasticcios, Oratorien, Kantaten und neben Messen hunderte geistliche Werke sowie Kammermusik.
Opern
- L’errore amoroso, commedia per musica; Libretto: Antonio Palomba; Frühling 1737, Neapel, Teatro Nuovo
- L’Odoardo, commedia per musica; Winter 1738, Neapel, Teatro dei Fiorentini
- Ricimero re de’Goti, dramma per musica; Libretto: Apostolo Zeno, Francesco Pariati; 16. Januar 1740, Rom, Teatro Argentina
- Astianatte, dramma per musica; Libretto: Antonio Salvi; 4. Februar 1741, Rom, Teatro Argentina; 1743 in Perugia; 1755 im King’s Theatre am Haymarket London; 1763 in Barcelona
- Ezio, dramma per musica (erste Fassung); Libretto: Pietro Metastasio; 29. April 1741, Bologna, Teatro Malvezzi; am 31. Januar 1768 im dortigen Teatro Comunale
- Merope, dramma per musica; Libretto: Apostolo Zeno; 26. Dezember 1741, Venedig, Teatro San Giovanni Grisostomo; Winter 1747 in Palermo; 1751 in Barcelona; 1753 in Pesaro
- Don Chichibio, intermezzi; 30. Dezember 1741, Rom, Teatro Valle
- Semiramide riconociuta, dramma per musica (erste Fassung); Libretto: Pietro Metastasio; 20. Januar 1742, Torino, Teatro Regio
- Eumene, dramma per musica (erste Fassung); Libretto: Apostolo Zeno; 5. Mai 1742, Bologna, Teatro Malvezzi
- Semiramide, dramma per musica; Libretto: Francesco Silvani; 26. Dezember 1742, Venedig, Teatro San Giovanni Grisostomo
- Tito Manlio, dramma per musica (erste Fassung); Libretto: Gaetano Roccaforte; Karneval 1743, Torino, Teatro Regio
- Demofoonte, dramma per musica (erste Fassung); Libretto: Pietro Metastasio; 13. Juni 1743, Padova, Teatro Obizzi; 1754 in Lodi; 1755 in London
- Alessandro nell’Indie, dramma per musica (erste Fassung); Libretto: Pietro Metastasio; 26. Dezember 1743, Ferrara, Teatro Bonacossi
- Ciro riconosciuto, dramma per musica (erste Fassung); Libretto: Pietro Metastasio; 20. Januar 1744, Ferrara, Teatro Bonacossi; am 4. Mai 1744 in Bologna; Karneval 1758 in Mantua
- Antigono, dramma per musica; Libretto: Pietro Metastasio; September 1744, Crema, Grande; Herbst 1746 in Lucca; Karneval 1757 in Cremona
- Sofonisba, dramma per musica; Libretto: Antonio Zanetti, Girolamo Francesco Zanetti; 26. Dezember 1745, Venedig, Teatro San Giovanni Grisostomo
- Caio Mario, dramma per musica; Libretto: Gaetano Roccaforte; 12. Februar 1746, Rom, Teatro Argentina; viele weitere Aufführungen in anderen Städten
- Tito Manlio, dramma per musica (zweite Oper dieses Namens); Libretto: Jacopo Antonio Sanvitale nach Matteo Noris; 12. November 1746, Venedig, Teatro San Giovanni Grisostomo
- Didone abbandonata, dramma per musica (erste Fassung); Libretto: Pietro Metastasio; 28. Januar 1747, Rom, Teatro Argentina
- Eumene, dramma per musica (zweite Fassung); Libretto: Apostolo Zeno; 30. Mai 1747, Neapel, Teatro San Carlo; 1765 und 1772 in Barcelona
- L’amore in maschera, commedia per musica; Libretto: Antonio Palomba; Karneval 1748, Neapel, Teatro dei Fiorentini
- Ezio, dramma per musica (zweite Fassung); Libretto: Pietro Metastasio; 4. November 1748, Neapel, Teatro San Carlo; Karneval 1749 in Perugia
- La cantata e disfida di Don Trastullo, intermezzo; Karneval 1749, Rom, Teatro della Pace; viele weitere Aufführungen in anderen Städten; 1763 in München; 1772 in Hamburg
- Artaserse, dramma per musica (erste Fassung); Libretto: Pietro Metastasio; 6. Februar 1749, Rom, Teatro Argentina; Karneval 1751 in Mannheim
- Demetrio, dramma per musica; Libretto: Pietro Metastasio; Frühling 1749, Parma, Teatro Ducale; 1751 in Madrid; 1753 in Mannheim
- Achille in Sciro, dramma per musica (erste Fassung); Libretto: Pietro Metastasio; 30. August 1749, Wien, Burgtheater; 1755 in Barcelona
- Ciro riconosciuto, dramma per musica (zweite Fassung); Libretto: Pietro Metastasio; 15. November 1749, Venedig, Teatro San Giovanni Grisostomo
- Didone abbandonata, dramma per musica (zweite Fassung); Libretto: Pietro Metastasio; 8. Dezember 1749, Wien, Burgtheater
- Euridice, favola pastorale per musica (Pasticcio); Libretto: Giampietro Tagliazucchi; 1750, Wien, Nuovo Privilegiato Imperial Teatro
- L’uccellatrice, intermezzo; 6. Mai 1750, Venedig, Teatro San Samuele; Karneval 1753 in Bologna und Vicenza; am 25. September 1753 als Il paratajo bzw. La pipée in Paris; Herbst 1760 in Florenz; am 22. Februar 1770 im King’s Theatre am Haymarket in London; Karneval 1772 in Pescia
- Cesare in Egitto, dramma per musica; Libretto: Giacomo Francesco Bussani; 1751, Strasburgo, Teatro
- La villana nobile; Karneval 1751, Palermo, de’Valguarneri di S Lucia
- Ifigenia in Aulide, dramma per musica; Libretto: Mattia Verazi; 9. Februar 1751, Rom, Teatro Argentina; 1751 auch in Mannheim; 1753 im Teatro San Carlo in Neapel; 1755 in Barcelona
- Ipermestra, dramma per musica; Libretto: Pietro Metastasio; 9. Oktober 1751, Spoleto, Nuovo Teatro
- Talestri, dramma per musica; Libretto: Gaetano Roccaforte; 28. Dezember 1751, Rom, Teatro delle Dame; 1757 in Genua (?); 1764 in Barcelona
- I rivali delusi, intermezzo; Karneval 1752, Rom, Teatro Valle
- Attilio Regolo, dramma per musica; Libretto: Pietro Metastasio; 8. Januar 1753, Rom, Teatro delle Dame; am 23. März 1761 als Pasticcio im Teatro San Carlo in Neapel; 1754 und 1762 in London
- Demofoonte, dramma per musica (zweite Fassung); Libretto: Pietro Metastasio; 3. Februar 1753, Mailand, Regio Ducal Teatro
- La reggia de’fati, cantata; Libretto: Gaetano Eugenio Pascali; 13. März 1753, Mailand, Regio Ducal Teatro; 1763 in Bologna
- Semiramide riconociuta, dramma per musica (zweite Fassung); Libretto: Pietro Metastasio; Aprilmesse 1753, Piacenza, Teatro Ducale; am 23. September 1753 in Madrid
- La clemenza di Tito, dramma per musica (erste Fassung); Libretto: Pietro Metastasio; 30. August 1753, Stuttgart, Herzogliches Theater
- Baiazet, dramma per musica; Libretto: Agostino Piovene; 26. Dezember 1753, Torino, Teatro Regio
- Don Falcone, intermezzo; 22. Januar 1754, Bologna, Teatro Marsigli Rossi; 1758 in München
- Lucio Vero, dramma per musica; Libretto: Apostolo Zeno; 26. Januar 1754, Mailand, Regio Ducal Teatro
- Catone in Utica, dramma per musica; Libretto: Pietro Metastasio; 30. August 1754, Stuttgart, Teatro Ducale
- Penelope, dramma per musica; Libretto: Mattia Verazi; 11. Februar 1755, Stuttgart, Teatro Ducale; Karneval 1768 in Lissabon
- Enea nel Lazio, dramma per musica; Libretto: Mattia Verazi; 30. August 1755, Stuttgart, Herzogliches Theater; überarbeitet 1766 in Ludwigsburg; Karneval 1767 in Lissabon
- Artaserse, dramma per musica (zweite Fassung); Libretto: Pietro Metastasio; 30. August 1756, Stuttgart, Teatro Ducale
- Il Creso, dramma per musica; Libretto: Giuseppe Gioacchino Pizzi; 5. Februar 1757, Rom, Teatro Argentina; 1765 in Barcelona
- Temistocle, dramma per musica (erste Fassung); Libretto: Pietro Metastasio; 18. Dezember 1757, Neapel, Teatro San Carlo; Herbst 1763 in Palermo
- Tito Manlio, dramma per musica (dritte Fassung, Überarbeitung der Erstfassung); 6. Januar 1758, Stuttgart, Teatro Ducale; am 6. Januar 1758 in Stuttgart
- Ezio, dramma per musica (dritte Fassung); Libretto: Pietro Metastasio; 11. Februar 1758, Stuttgart, Teatro Ducale
- Nitteti, dramma per musica; Libretto: Pietro Metastasio; 11. Februar 1759, Stuttgart, Herzogliches Theater; am 6. Juni 1770 in Lissabon
- Endimione, ovvero Il trionfo d’Amore, pastorale; Libretto: Pietro Metastasio; Frühling 1759, Stuttgart, Ducal Teatro; am 29. Juni 1780 überarbeitet (zweite Fassung) als serenata per musica L’Endimione in Lissabon
- Alessandro nell’Indie, dramma per musica (zweite Fassung); Libretto: Pietro Metastasio; 11. Februar 1760, Stuttgart, Herzogliches Theater; am 6. Juni 1776 in Lissabon
- L’isola disabitata, azione per musica; Libretto: Pietro Metastasio; 13. März 1760, London; am 4. November 1761 in Ludwigsburg; am 31. März 1780 in Lissabon
- Caio Fabrizio, dramma per musica (mit Giuseppe Colla); Libretto: Mattia Verazi; 4. November 1760, Mannheim, Corte Elettorale Palatina; 1782 in Kassel
- Arianna e Teseo, dramma per musica (Pasticcio); Libretto: Pietro Pariati, Francis Colman; 16. Dezember 1760, London, King’s Theatre am Haymarket
- L’olimpiade, dramma per musica; Libretto: Pietro Metastasio; 11. Februar 1761, Stuttgart, Teatro Ducale; am 31. März 1774 überarbeitet von João Cordeiro da Silva in Lissabon
- Semiramide riconociuta, dramma per musica (dritte Fassung); Libretto: Pietro Metastasio; 11. Februar 1762, Stuttgart, Teatro Ducale; Karneval 1771 in Lissabon
- Didone abbandonata, dramma per musica (dritte Fassung); Libretto: Pietro Metastasio; 11. Februar 1763, Stuttgart, Herzogliches Theater; überarbeitet auch 1777, 1780 und 1782
- Il trionfo d’amore, azione pastorale; Libretto: Giampietro Tagliazucchi; 16. Februar 1763, Ludwigsburg, Teatro in una delle corti del Ducal Palazzo
- La pastorella illustre, azione per musica; Libretto: Giampietro Tagliazucchi; 4. November 1763, Stuttgart, Herzogliches Theater; Januar 1773 in Lissabon
- Demofoonte, dramma per musica (dritte Fassung); Libretto: Pietro Metastasio; 11. Februar 1764, Stuttgart, Herzogliches Theater
- Il re pastore, dramma per musica; Libretto: Pietro Metastasio; 4. November 1764, Ludwigsburg, Ducal Teatro; Karneval 1770 überarbeitet von João Cordeiro da Silva in Lissabon
- La clemenza di Tito, dramma per musica (zweite Fassung); Libretto: Pietro Metastasio; 6. Januar 1765, Ludwigsburg, Schlosstheater; am 6. Juni 1771 überarbeitet von João Cordeiro da Silva in Lissabon; am 11. Februar 1786 als Die Sanftmut des Titus in Stuttgart
- Imeneo in Atene, componimento drammatico; Libretto: Silvio Stampiglia; 4. November 1765, Ludwigsburg, Schlosstheater; am 19. März 1773 in Lissabon
- Temistocle, dramma per musica (zweite Fassung); Libretto: Pietro Metastasio; 4. November 1765, Ludwigsburg, Teatro in una delle corti del Ducal Palazzo
- La critica, dramma comico; Libretto: Gaetano Martinelli; 1766, Ludwigsburg, Schlosstheater; Frühling 1772 in Koblenz; Karneval 1775 in Lissabon
- Vologeso, dramma per musica (zweite Vertonung von Lucio Vero); Libretto: Mattia Verazi nach Apostolo Zeno; 11. Februar 1766, Ludwigsburg, Schlosstheater; Karneval 1769 in Lissabon
- Il matrimonio per concorso, dramma giocoso per musica; Libretto: Gaetano Martinelli; 4. November 1766, Ludwigsburg, Ducal Teatro; am 11. September 1768 in Mailand; Karneval 1770 in Lissabon
- Il cacciatore deluso, La Semiramide in bernesco, dramma serio-comico; Libretto: Gaetano Martinelli; 4. November 1767, Tübingen, Ducal Teatro; Karneval 1771 in Lissabon
- Fetonte, dramma per musica; Libretto: Mattia Verazi; 11. Februar 1768, Ludwigsburg, Schlosstheater; am 6. Juni 1769 in Lissabon
- La schiava liberata, dramma serio-comico; Libretto: Gaetano Martinelli; 18. Dezember 1768, Ludwigsburg, Schlosstheater; am 31. März 1770 in Lissabon
- Armida abbandonata, dramma per musica; Libretto: Francesco Saverio De Rogatis; 30. Mai 1770, Neapel, Teatro San Carlo; Frühling 1771 in Neapel; am 31. März 1773 in Lissabon; am 26. Dezember 1774 im Teatro della Pergola in Florenz; am 13. August 1780 im Teatro San Carlo in Neapel
- Demofoonte, dramma per musica (vierte Fassung); Libretto: Pietro Metastasio; 4. November 1770, Neapel, Teatro San Carlo; am 6. Juni 1775 in Lissabon; am 10. Januar 1778 in Stuttgart
- L’amante cacciatore, intermezzo; Libretto: Antonio Gatta; Karneval 1771, Rom, Teatro della Pallacorda
- Achille in Sciro, dramma per musica (zweite Fassung); Libretto: Pietro Metastasio; 26. Januar 1771, Rom, Teatro delle Dame
- Le avventure di Cleomede, dramma serio-comico; Libretto: Gaetano Martinelli; April 1771; am 6. Juni 1772 in Lissabon
- Ifigenia in Tauride, dramma per musica; Libretto: Mattia Verazi; 30. Mai 1771, Neapel, Teatro San Carlo; Karneval 1776 in Lissabon
- Ezio, dramma per musica (vierte Fassung); Libretto: Pietro Metastasio; Juli 1771; am 20. April 1772 überarbeitet von João Cordeiro da Silva in Lissabon
- Cerere placata, serenata; Libretto: Michele Sarcone; 14. September 1772, Neapel, Perrelli
- Il trionfo di Clelia, dramma per musica; Libretto: Pietro Metastasio; Anfang 1774; am 6. Juni 1774 überarbeitet von João Cordeiro da Silva in Lissabon
- L’accademia di musica, divertimento teatrale per musica; Libretto: Gaetano Martinelli; Karneval 1775, Lissabon, Real Teatro di Salvaterra
- La conversazione, divertimento teatrale per musica; Libretto: Gaetano Martinelli; Karneval 1775, Lissabon, Real Teatro di Salvaterra
- La pellegrina, opera buffa; einem Brief an Silva zufolge nach Lissabon geschickt

Serenaten
- Perché da l’alta reggia, componimento drammatico; Libretto: Flaminio Scarselli; 12. Juli 1747, Rom, Teatro Argentina
- Siam nel Parnaso, o amica, componimento drammatico; Libretto: G. Pizzi; 28. Februar 1751, Ronciglione (verloren)
- La reggia de’ Fati (mit Giovanni Battista Sammartini als die ersten beiden Akte von La serenata); Libretto: G. Pascali; 13. März 1753, Mailand, Regio Ducal
- La pastorale offerta (mit Giovanni Battista Sammartini als dritter Akt von La serenata); Libretto: G. Pascali; 19. März 1753, Mailand, Regio Ducal
- Il giardino incantato; 1755, Stuttgart (verloren)
- L’asilo d’Amore; Libretto: Pietro Metastasio; 11. Februar 1758, Stuttgart, Hoftheater
- Le cinesi; Libretto: Pietro Metastasio; 1765, Ludwigsburg, Schlosstheater (verloren)
- L’unione coronata; Libretto: Gaetano Martinelli; 22. September 1768, Solitude (verloren)
- Cerere placata; Libretto: Michele Sarcone; 14. September 1772, Neapel, Perelli-Palast
- Misera, dove mai (zur Hochzeit des Herzogs von Casamassimo und der Herzogin von S Donata)
- La partenza (erster Teil von G.B. Zonca)
- Arcadia conservata (eine Arie ist Ignaz Holzbauer zugeschrieben); um 1765 oder später

Kantaten und weltliche Vokalwerke
- Armida, Libretto: E.V. de Romanis; 1746, Rom (verloren)
- E quando sarà mai
- Gia la notte; Libretto: Pietro Metastasio, La pesca
- Giusti numi (Didone abbandonata)
- No, non turbarti, o Nice; Libretto: Pietro Metastasio, La tempesta
- Partir conviene
- Perdona, amata Nice; Libretto: Pietro Metastasio, La gelosia
- Le frondi l’erbe (Autunno)
- Lucinda e Fileno
- Oh come oltre l’osato (Venere ed Amore)
- Scendi propizio; Libretto: Pietro Metastasio, Epitalamio II
- Solfeggi

Oratorien
- Il sacrifizio di Abramo; Libretto: Pietro Metastasio; 1742, Venedig; überarbeitet am 19. März 1760 in der Arciconfraternita di San Girolamo della Carità in Rom; 1762 in Hamburg; 1764 im oratorio di S. Filippo Neri in Venedig; viele weitere Aufführungen
- La Betulia liberata, componimento sacro per musica; Libretto: Pietro Metastasio; 1743, Venedig; 1743 auch in Rom; im März 1750 in der Congregazione di San Filippo Neri in Bologna; 1757 in Castel San Pietro; am 25. Februar 1768 im King’s Theatre am Haymarket in London; 1785 in Venedig
- Gioas re di Giuda (in lateinischer Sprache als Joas); Libretto: Pietro Metastasio; 1745, Venedig
- Juda proditor; Libretto: J. de Bellis; um 1745/46, Venedig (verloren)
- La passione di Gesù Cristo; Libretto: Pietro Metastasio; 1749, Rom; 1770 im King’s Theatre am Haymarket in London; 1772 in Florenz
- Giuseppe glorificato in Egitto; Libretto: Pietro Metastasio; 1749, Rom, Collegio Nazareno
- Le spose di Elcana; Libretto: C. E. Santa Colomba; 1750, Palermo, Chiesa del monastero del S Salvadore (verloren)
- La natività della Beatissima Vergine (Ove son? Chi mi guida?); Libretto: G. Luca; 1750, Rom, Collegio Nazareno
- La gloriosa ascensione al cielo di Nostro Signor Gesù Cristo (In queste incolte rive); Libretto: F. Perazzotti; 20. Mai 1751, Rom, Collegio Capranica
- La natività della Beatissima Vergine (Che impetuoso è questo torrente); 1751, Rom, Collegio Nazareno
- La natività della Beatissima Vergine (Non più: l’atteso istante); Libretto: G. L. Bendini; 1752, Rom, Collegio Nazareno
- Il sacrificio di Gefte; 1753, Palermo, Chiesa del monastero di S Maria di Monte Vergine (verloren)
- La reconciliazione della Virtù e della Gloria; 1754, Pistoia, Palazzo del magistrato supremo (verloren)
- Gerusalemme convertita; Libretto: Apostolo Zeno; 1755, Palermo, Congregazione di S Filippo Neri (verloren)
- Il sogno di Nabucco; 1755, Palermo, Congregazione di S Filippo Neri (verloren)

Messen
- Kyrie, Gloria F-Dur; 1745, Venedig, Incurabili
- Credo D-Dur; um 1745, Venedig, Incurabili
- Missa pro defunctis Es-Dur; Februar 1756, für die Herzogin von Württemberg
- Missa solemnis D-Dur; 1766, Stuttgart
- Missa D-Dur (Credo, Sanctus und Agnus Dei sind Bearbeitungen aus der Missa solemnis von 1766); 1769 Neapel
- mehrere zweifelhafte Werke

Andere geistliche Werke
- Graduale, Sequenzen, Offertorien, Responsorien, Lamentationen, Cantica, Antiphonen, Psalmen
- Motetten, Solo-Kantaten und Arien
- Hymnen
- Veni Santé spiritus. Hymne à 4 voix et Choeur en Partition. Avec la traduction francaise, les parties d’orchestre, additionelles et separées  par P. Porro, et l‘Accomp. d‘Orgue ou de Piano-Forte par Carbonel. P. Porto, Paris (Verlags-Nr. 188) [ca. 1790]
- Geistliche Duette

Instrumentalwerke
- Sechs Sonaten für zwei Flöten/Violinen und Basso continuo (Nr. 1 und 4 nicht von Jommelli); 1753, London
- Divertimento G-Dur für zwei Violinen, Viola und Basso continuo
- Divertimento Es-Dur für zwei Violinen, Viola, Horn und Basso continuo
- Sinfonia für Salterio, Streicher und Basso continuo
- Ciacona Es-Dur für Orchester
- Konzert G-Dur für Flöte und Orchester
- Konzert D-Dur für Cembalo, Orchester und Basso continuo
- Konzert F-Dur für Cembalo und Orchester
- Konzert G-Dur für Cembalo, Orchester und Basso continuo
- Marsch F-Dur und zwei Menuette in C-Dur und B-Dur für Cembalo
- Sonate C-Dur für Cembalo; 1769, Rom
- Duo C-Dur für Cembalo/Klavier zu vier Händen
- Neun Quartette für zwei Violinen, Violoncello und Basso continuo
- Napolitano D-Dur für Flöte, zwei Violinen und Basso continuo
- Sonate D-Dur für zwei Flöten und Basso continuo
- Concerto … da camera f-Moll für zwei Violinen und Basso continuo
- Sonate G-Dur für zwei Violinen/Flöten und Basso continuo
- Sonate G-Dur für zwei Violinen/Flöten und Basso continuo, PS Nr. 1
- Sonate G-Dur für zwei Violinen und Bass, PS Nr. 5